# Arkadisch-kyprisches Griechisch

Verbreitungsgebiet der griechischen Dialekte, Arkadisch in Grün

Das Arkadisch-Kyprische ist ein altgriechischer Dialekt, der in der klassischen Antike in Arkadien und auf Zypern gesprochen wurde. Er offenbart noch größere Ähnlichkeiten zum mykenischen Griechisch als andere, zeitgleiche griechischen Dialekte. Die frühere Forschung interpretierte diesen Sachverhalt so, dass sich nach der Dorischen Wanderung in den vermeintlich geographisch isolierten Gegenden Arkadiens das Dorische im Gegensatz zu den meisten anderen Regionen der Peloponnes nicht hatte durchsetzen können und sich so der alte Dialekt erhalten habe. Sowohl die Vorstellung der „Dorischen Wanderung“, die strenge Gleichsetzung von Dialekt und Stamm als auch ihre scharfe Abgrenzung gegeneinander über mehrere Jahrhunderte hindurch werden von der neueren Forschung jedoch nicht mehr behauptet. Neuere philologische Untersuchungen legen z. B. nahe, dass sich die meisten griechischen Dialekte erst in archaischer Zeit herausbildeten und sie daher auch keine Siedlungskontinuität bzw. Wanderungsbewegungen von Stämmen belegen, die über mehrere Jahrhunderte jeweils ihren Dialekt beibehalten hätten.
Über den arkadisch-kyprischen Dialekt ist wenig bekannt; auf Zypern blieb dieser Dialekt bis mindestens in hellenistische Zeit erhalten. Literatur ist in dieser Sprachform nicht überliefert, die einzigen Quellen sind Inschriften. Auf Zypern wurde das Arkadisch-Kyprische bis ins 3. Jahrhundert v. Chr. mit der kyprischen Silbenschrift geschrieben.
Gewisse sprachliche Ähnlichkeiten hatte vermutlich auch der Dialekt der pamphylischen Kolonien.